# Збройні сили Нової Зеландії
Збройні сили Нової Зеландії (англ. New Zealand Defence Force, маорі. Te Ope Kātua o Aotearoa) — військове формування Нової Зеландії, призначена для захисту свободи, незалежності і територіальної цілісності держави. До складу Збройних сил Нової Зеландії входять: Армія Нової Зеландії, Королівський флот Нової Зеландії і Королівські військово-повітряні сили Нової Зеландії.

## Історія
Історія збройних сил Нової Зеландії бере свій початок з часів європейської колонізації островів Тихого океану, коли британська армія захищала перших колоністів від місцевих аборигенів.
У 1862 році був прийнятий закон (Colonial Defence Force Act 1862) про створення перших підрозділів регулярної армії чисельністю 500 військовослужбовців, формування яких почалося в 1863 році. У 1909 році був прийнятий закон (The Defence Act 1909) про формування територіальних підрозділів.
Незалежна армія сформувалася тільки на початку XX століття. Спільно з Австралією і Великою Британією, новозеландці брали участь у Першій і Другій світових війнах. Згодом, збройні сили Нової Зеландії втрачали свої історичні та культурні зв'язки з Великою Британією і ставали ближчими за будовою до збройних сил Австралії і США. Разом з австралійськими військами новозеландські підрозділи брали участь у військових конфліктах в Кореї і у В'єтнамі.
З 1951 року Нова Зеландія входить в блок АНЗЮС, завдання якого полягає в «координації зусиль з колективної оборони» в районі Тихого океану.
У 2003 році Нова Зеландія направила військовий контингент в Ірак, в кінці вересня 2004 року іракський новозеландський контингент був виведений.
У 2003 році Нова Зеландія направила військовий контингент в Афганістан. На початку квітня 2013 року новозеландський військовий контингент був виведений з Афганістану, проте в Кабулі була залишена військова місія в кількості 27 військовослужбовців і співробітників спецслужб. Станом на лютий 2014 року, загальна чисельність новозеландських військовослужбовців в Афганістані (в складі ISAF і контингенту військ ООН) становила 20 солдатів і офіцерів.

## Структура
До складу Збройних сил Нової Зеландії входять:
- Армія Нової Зеландії (англ. New Zealand Army)
- Королівський флот Нової Зеландії (англ. Royal New Zealand Navy)
- Королівські військово-повітряні сили Нової Зеландії (англ. Royal New Zealand Air Force)